# Permission to Land
Permission to Land — дебютный студийный альбом британской глэм-рок-группы The Darkness, выпущенный 7 июля 2003 года в Великобритании и 16 сентября 2003 года в США. Альбом возглавил чарт альбомов Великобритании UK Albums Chart и достиг тридцать шестого места в американском чарте Billboard 200 chart. С Permission to Land было выпущено пять синглов: «Get Your Hands off My Woman», «Growing on Me», «I Believe in a Thing Called Love», «Christmas Time (Don’t Let the Bells End)» (который появился только на немецком рождественском издании), и «Love Is Only a Feeling». Песня «I Believe in a Thing Called Love» стала самой успешной, достигнув второго места в чарте UK Singles Chart.
Альбом получил положительные отзывы музыкальной критики и был сертифицирован в платиновом статусе в Австралии, Канаде и Великобритании. Альбом получил премию BRIT Awards в категории «Лучший альбом» и на церемонии «Kerrang! Awards» — премию «Лучший рок-альбом». В 2005 году альбом занял 356 место в книге журнала Rock Hard «500 величайших рок- и метал-альбомов всех времен», а также был включен в книгу «1001 альбом, который вы должны услышать, прежде чем умрете».

## История
Группа с самого начала славилась своими живыми выступлениями, и популярность ее была такова, что концерт Carling Homecoming был заказан в лондонской Astoria еще до того, как они подписали контракт на запись. Джо Тейлор, Алед Джонс и Пол Скайф из The Tip Sheet, еженедельного журнала и CD-вкладыша для инсайдеров музыкальной индустрии Великобритании, впервые узнали о группе из сообщения на доске объявлений The Tip Sheet и опубликовали песню «Love Is Only a Feeling» в январе 2002 года. Журнал Record of the Day снова опубликовал песню во время фестиваля SXSW в марте 2003 года. Следующей должна была стать песня «Friday Night», но им сказали, что группа бережет ее для альбома.
После выхода 7 июля 2003 года Permission to Land сразу поднялся на второе место в чарте альбомов Великобритании, а затем стал первым номером и оставался там в течение четырех недель, с продажами в итоге более 1,4 миллиона копий только в Великобритании.
В октябре 2023 года в честь 20-летия альбома было выпущено делюкс-издание под названием «Permission to Land… Again». В это издание вошли би-сайды, неизданные демо-записи и концертные треки.

## Отзывы
| Совокупная оценка    | Совокупная оценка |
| Источник             | Оценка            |
| -------------------- | ----------------- |
| Metacritic           | 79/100            |
| Оценки критиков      |                   |
| Источник             | Оценка            |
| AllMusic             | [ 8 ]             |
| Blender              | [ 9 ]             |
| Entertainment Weekly | D                 |
| The Guardian         | [ 11 ]            |
| Mojo                 | [ 12 ]            |
| NME                  | 7/10              |
| Pitchfork            | 8.4/10            |
| Q                    | [ 15 ]            |
| Rolling Stone        | [ 16 ]            |
| Uncut                | [ 17 ]            |

Альбом получил положительные отзывы музыкальной критики и интернет-изданий. На Metacritic, сайте-агрегаторе рецензий, который собирает рецензии из основных изданий и выставляет средневзвешенный балл из 100, Motorheart получил 79 баллов на основе 19 рецензий критиков. Эта оценка означает «широкое одобрение».
«Permission to Land никогда не станет тем альбомом, которым его считают The Darkness, — решил Classic Rock, — но, если воспринимать его в том духе, в котором он был предложен, он определенно более веселый, чем Use Your Illusion». В июле 2019 года журнал Decibel включил Permission to Land в свой Зал славы, заявив, что альбом, «который стал определять хард-рок начала века, не похож ни на что другое, что было выпущено в 2003 году — или в предыдущее десятилетие, если на то пошло».

## Награды и признание
Успех этого альбома привел к интенсивным гастролям группы, включая европейскую часть летнего тура Metallica «Sanitarium Tour 2003». Затем они стали хедлайнерами фестиваля Carling Festival в 2004 году. В 2004 году группа получила три премии BRIT Awards за этот альбом: «Лучшая группа», «Лучшая рок-группа» и «Лучший альбом». В 2004 году они также получили две награды Kerrang! за лучшую концертную деятельность и лучшую британскую группу. Третий сингл с альбома, «I Believe in a Thing Called Love», стал значительным хитом в Великобритании, как и их попытка стать номером 1 на Рождество 2003 года, «Christmas Time (Don’t Let the Bells End)», которая лишь немного не удалась: оба сингла достигли № 2 в 2003 году.
Помимо успеха в чартах, Permission to Land также обеспечил Darkness две громкие музыкальные награды: «Лучший рок-альбом» на церемонии Kerrang! Awards и «Лучший британский альбом» на BRIT Awards 2004 года (на которой они также получили награды за лучшую британскую группу и лучшую британское рок-исполнение). Permission to Land был признан 49-м в списке 50 величайших альбомов XXI века по версии Kerrang! Позже Permission to Land был упомянут в песне «Whichever Way You Wanna Give It» другой группы вокалиста Джастина Хокинса — Hot Leg. В 2005 году альбом занял 356 место в книге журнала Rock Hard «500 величайших рок- и метал-альбомов всех времен». Альбом также был включен в книгу «1001 альбом, который вы должны услышать, прежде чем умрете». В 2016 году Metal Hammer поставил Permission to Land на шестьдесят третье место в списке 100 величайших альбомов XXI века, назвав его «одним из величайших дебютных альбомов всех времен».

## Список композиций
Слова и музыка всех песен — Justin Hawkins и Дэна Хокинса, Frankie Poullain и Ed Graham.
| №   | Название                           | Длительность |
| --- | ---------------------------------- | ------------ |
| 1.  | «Black Shuck»                      | 3:20         |
| 2.  | «Get Your Hands off My Woman»      | 2:46         |
| 3.  | «Growing on Me»                    | 3:29         |
| 4.  | «I Believe in a Thing Called Love» | 3:36         |
| 5.  | «Love Is Only a Feeling»           | 4:19         |
| 6.  | «Givin' Up»                        | 3:34         |
| 7.  | «Stuck in a Rut»                   | 3:17         |
| 8.  | «Friday Night»                     | 2:56         |
| 9.  | «Love on the Rocks with No Ice»    | 5:56         |
| 10. | «Holding My Own»                   | 4:56         |

| №   | Название                                   | Длительность |
| --- | ------------------------------------------ | ------------ |
| 11. | «Christmas Time (Don't Let the Bells End)» | 3:42         |

| №   | Название         | Длительность |
| --- | ---------------- | ------------ |
| 11. | «The Best of Me» | 3:31         |
| 12. | «Makin' Out»     | 3:42         |

| №  | Название                                               | Длительность |
| -- | ------------------------------------------------------ | ------------ |
| 1. | «History of the Darkness» (Documentary)                | 20:00        |
| 2. | «Get Your Hands Off My Woman» (Live at the Astoria)    | 4:34         |
| 3. | «I Believe in a Thing Called Love» (Live at Knebworth) | 3:52         |

| №   | Название                       | B-sides у сингла                                         | Длительность |
| --- | ------------------------------ | -------------------------------------------------------- | ------------ |
| 1.  | «The Best of Me»               | B-side сингла «Get Your Hands off My Woman»              | 3:31         |
| 2.  | «How Dare You Call This Love?» | B-side сингла «Growing on Me»                            | 3:53         |
| 3.  | «Bareback»                     | B-side сингла «Growing on Me»                            | 3:07         |
| 4.  | «Makin' Out»                   | B-side сингла «I Believe in a Thing Called Love»         | 3:42         |
| 5.  | «Physical Sex»                 | B-side сингла «I Believe in a Thing Called Love»         | 3:34         |
| 6.  | «Out of My Hands»              | B-side сингла «I Believe in a Thing Called Love»         | 3:34         |
| 7.  | «I Love You 5 Times»           | B-side сингла «Christmas Time (Don’t Let the Bells End)» | 3:43         |
| 8.  | «Planning Permission»          | B-side сингла «Love Is Only a Feeling»                   | 2:30         |
| 9.  | «Curse of the Tollund Man»     | B-side сингла «Love Is Only a Feeling»                   | 3:09         |
| 10. | «I Had a Dream»                | unreleased outtake                                       | 2:53         |
| 11. | «I Need You»                   | unreleased outtake                                       | 3:57         |

## Позиции в чартах
| Чарт (2003—2004)                    | Высшая позиция |
| ----------------------------------- | -------------- |
| Австралия (ARIA)                    | 17             |
| Австрия (Ö3 Austria)                | 40             |
| Бельгия/Фландрия (Ultratop)         | 43             |
| Канада (Canadian Albums Chart)      | 10             |
| Дания (Hitlisten)                   | 21             |
| Нидерланды (Album Top 100)          | 30             |
| Финляндия (Suomen virallinen lista) | 17             |
| Франция (SNEP)                      | 62             |
| Германия (Offizielle Top 100)       | 19             |
| Ирландия (IRMA)                     | 2              |
| Италия (Classifica album)           | 16             |
| Новая Зеландия (RMNZ)               | 5              |
| Норвегия (VG-lista)                 | 13             |
| Шотландия (Scottish Albums Chart)   | 1              |
| Швеция (Sverigetopplistan)          | 8              |
| Швейцария (Schweizer Hitparade)     | 59             |
| Великобритания (UK Albums Chart)    | 1              |
| США (Billboard 200)                 | 36             |

## Сертификации
| Регион | Сертификация  | Продажи    |
| --- | ------------- | ---------- |
| Австралия (ARIA) | Платиновый    | 70 000^    |
| Канада (Music Canada) | Платиновый    | 100 000^   |
| Дания (IFPI Danmark) | Золотой       | 20 000^    |
| Новая Зеландия (RMNZ) | Платиновый    | 15 000^    |
| Швеция (GLF) | Золотой       | 30 000^    |
| Великобритания (BPI) | 4× Платиновый | 1,404,909  |
| США (RIAA) | Золотой       | 710,000    |
| Итого |               |            |
| Европа (IFPI) | Платиновый    | 1 000 000* |
| * Данные о продажах приведены только на основе сертификации. ^ Данные о тиражах приведены только на основе сертификации. |               |            |